# Hell Awaits
Hell Awaits (Peklo Čeká) je druhé album americké thrashmetalové kapely Slayer. Album bylo vydáno pod značkou Metal Blade Records. Texty písní, které jsou obsaženy na tomhle albu, jsou mnohem zvrácenější a sataničtější než na albu Show No Mercy (1983). První píseň na tomto albu („Hell Awaits“) je některými lidmi brána jako satanistický projev. Alba se prodalo 100 000 kusů, připravilo půdu pro podepsání smlouvy s Def American Records.

## Seznam skladeb
| Pořadí | Název                     | Hudba          | Text                  | Délka |
| ------ | ------------------------- | -------------- | --------------------- | ----- |
| 1.     | Hell Awaits               | Hanneman, King | King                  | 6:12  |
| 2.     | Kill Again                | Hanneman, King | King                  | 4:53  |
| 3.     | At Dawn They Sleep        | Hanneman       | Araya, Hanneman, King | 6:16  |
| 4.     | Praise of Death           | King           | Hanneman              | 5:17  |
| 5.     | Necrophiliac              | Hanneman       | Hanneman, King        | 3:43  |
| 6.     | Crypts of Eternity        | Hanneman, King | Araya, Hanneman, King | 6:37  |
| 7.     | Hardening of the Arteries | Hanneman       | Hanneman              | 3:57  |

## Sestava
- Tom Araya – baskytara, zpěv
- Jeff Hanneman – kytara
- Kerry King – kytara
- Dave Lombardo – bicí